# Elasmus angeliconini
Elasmus angeliconini är en stekelart som beskrevs av Girault 1940. Elasmus angeliconini ingår i släktet Elasmus och familjen finglanssteklar. Inga underarter finns listade i Catalogue of Life.